# Емарезе
Емарезе (итал. Emarese) је насеље у Италији у округу Долина Аосте, региону Долина Аосте.
Према процени из 2011. у насељу је живело 39 становника. Насеље се налази на надморској висини од 1179 м.

## Становништво
| 1951. | 1961. | 1971. | 1981. | 1991. | 2001. | 2011. |
| ----- | ----- | ----- | ----- | ----- | ----- | ----- |
| 337   | 261   | 206   | 202   | 199   | 202   | 228   |